# Manzanillo (Cuba)
Manzanillo es una ciudad del oriente cubano, en la actual Provincia de Granma, está situada a los 20º03'y 20º26' de latitud norte y entre los 77º14' y 77º07' longitud oeste. Tiene una extensión superficial de 498,4 km². Es uno de los trece municipios que componen la provincia y el de mayor importancia a nivel industrial.
La población de la ciudad es de 98 904 habitantes, y la población total del municipio alcanza la cifra de más 132 183 personas, de ellas unos 65 810 son varones y 66 373 son mujeres, datos del Censo de Población y Viviendas de Cuba 2002. El 77,9 % del total de la masa humana habita en la zona urbana cuya dimensión alcanza los 8,2 km².
Entre los rubros exportables más importantes hasta hace pocos años, pueden señalarse las baterías para automóviles y aviones (única de este tipo en el país), ropa exterior, calzado, camarón, ron (Pinilla), artículos de la industria ligera, productos de la industria alimenticia, partes y piezas mecánicas y renglones agrícolas.
A la ciudad puede llegarse por vía aérea (Aeropuerto Internacional "Sierra Maestra"), vía terrestre y marítima.
Su ubicación costera, a las márgenes del Golfo de Guacanayabo, ha marcado de modo especial su historia y cultura. Con un malecón de 1,31 km de distancia, formado por un muro de concreto que bordea la zona que da acceso al mar, cubierto en su lateral con losas de cerámica, y en distintos puntos se ubicas esculturas de mujeres sentadas en el  propio muro; al comienzo del malecón, hay un punto de paradero de pequeñas embarcaciones de los pescadores de la zona. 
En sus playas se producen los acontecimientos que dieron origen al primer monumento de la literatura cubana, el poema épico Espejo de Paciencia escrito por Silvestre de Balboa en el año 1604, mientras que el 10 de octubre de 1868, Carlos Manuel de Céspedes y del Castillo, considerado el Padre de la Patria, proclama, en su ingenio Demajagua, a escasos 8 kilómetros de la ciudad, la independencia de Cuba. Se inicia así la forja armada de la nación cubana.

## Toponimia

Al centro la Glorieta Morisca, símbolo de la ciudad.

El nombre de la ciudad se debe a la abundante presencia, en tiempos de la conquista española, del Hipomanne mancinella, nombre científico con el cual hoy se designa al "manzanillo de Cuba", planta perteneciente a la familia de las Euforbiáceas.

## Educación

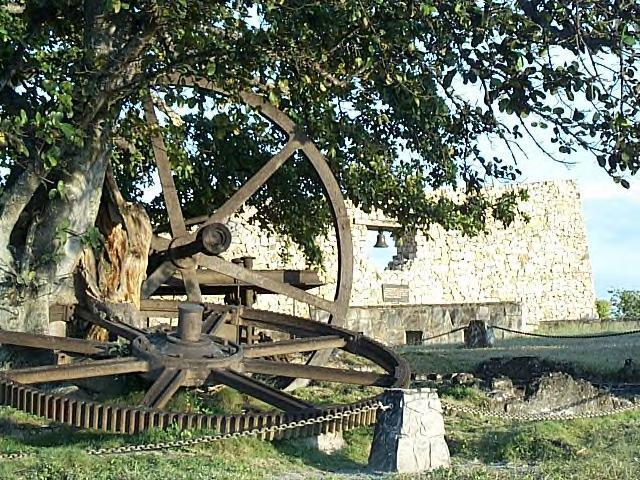
Parque Nacional "La Demajagua" - Manzanillo

Calle Martí, cercano a la Plaza de Armas (Parque Carlos Manuel de Céspedes)

Manzanillo, posee múltiples obras sociales para beneficio del pueblo; por ejemplo, existen cinco tipos de universidades donde se pueden estudiar varias de las carreras universitarias que se estudian en Cuba. Cuenta la ciudad con las dos universidades principales de la provincia de Granma:
- Universidad de Ciencias Pedagógicas de Granma "Blas Roca Calderío" (conocida también por Universidad de Ciencias Pedagógicas de Manzanillo).
- Universidad de Ciencias Médicas de Granma "Celia Sánchez Manduley", donde hay jóvenes estudiando Medicina, Estomatología (Odontología), Enfermería, Psicología y Tecnologías de la Salud de más de una treintena de países de América, África, Asia y Oceanía.

Cuenta además con el Instituto Politécnico de Informática Rubén Bravo Álvarez; la Escuela Militar Provincial "Camilo Cienfuegos, la Escuela Nacional de Bandas de Concierto, la Escuela Provincial Profesional de Arte "Carlos Enríquez" y la Escuela Provincial de Deportes "Alfredo Uset".

## Salud
Sus indicadores de salud y educación se transformaron favorablemente desde el triunfo revolucionario. La expectativa de vida aumentó considerablemente, la mortalidad infantil es menor que la de muchos países del Primer Mundo. El Hospital insignia de Manzanillo es el Provincial Clínico Quirúrgico Docente Universitario Celia Sánchez Manduley, el cual forma parte del complejo de la salud, integrado además, por el Hospital Provincial Gineco-obstétrico Fe del Valle, el Hospital Psiquiátrico Provincial Comandante Manuel Fajardo Rivero, y el Hospital Infantil 'Hermanos Cordové. En la atención primaria está la piedra angular de la salud pública cubana y también en esta localidad, con una red de cinco grandes policlínicos y numerosos consultorios del médico de la familia. Los Policlínicos han recibido una fuerte inyección para remodelamiento y aumento de la cantidad y calidad de los servicios que se prestan. Existe un enfoque muy revolucionario para la formación de profesionales de la salud en la atención primaria.
Actualmente en Manzanillo pueden estudiarse cinco carreras universitarias asociadas a la salud del pueblo: Medicina, Estomatología (Odontología), Licenciatura en Enfermería, Psicología de la Salud y Tecnología de la Salud. En el municipio se forman médicos para 26 países del mundo de las áreas geográficas del Caribe, América del Sur, África, América Central y Asia. Se han graduado en Manzanillo 125 galenos para distintos países, y actualmente hay una matrícula de más de 300 alumnos de 26 naciones.

## Cultura

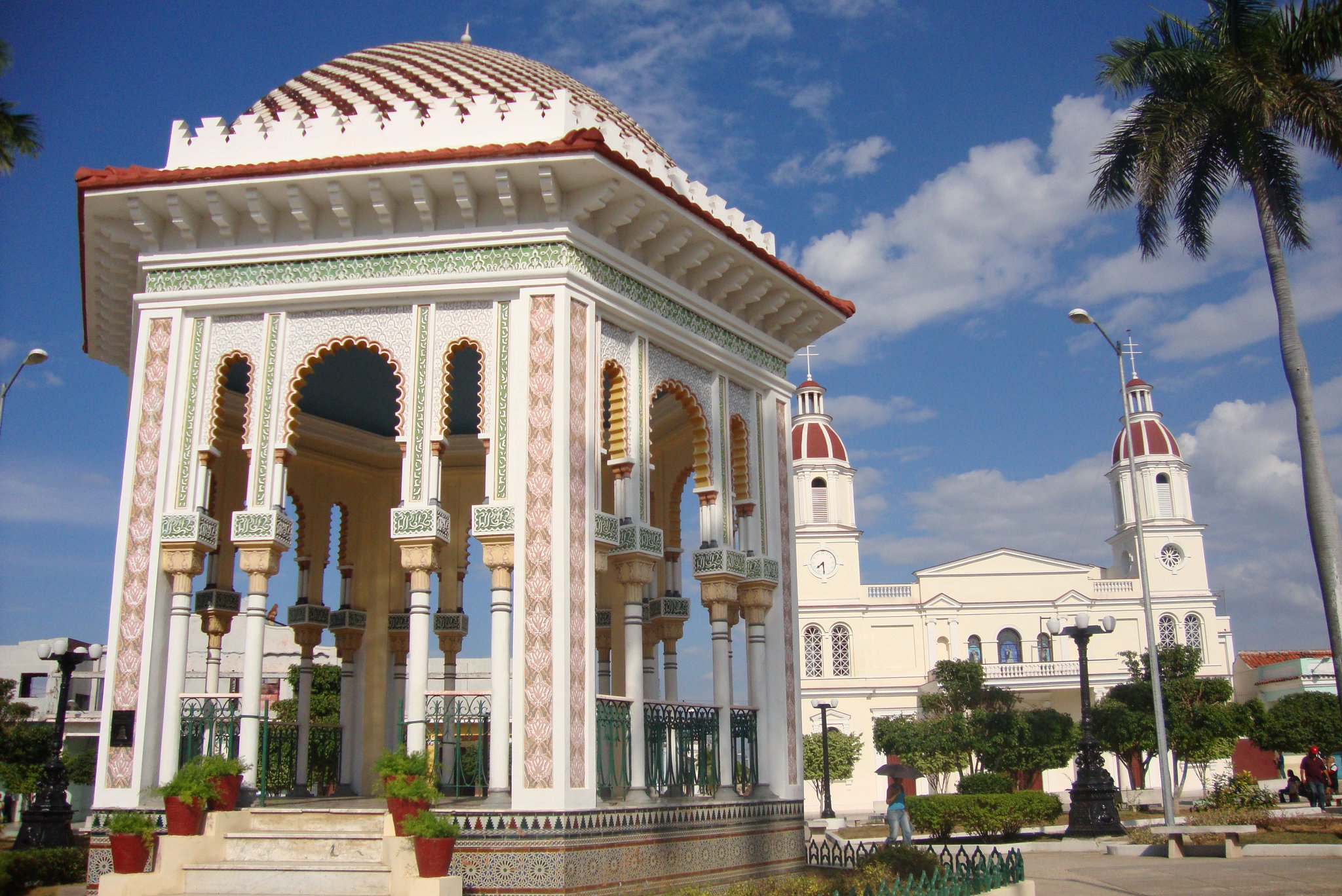
La Glorieta de Manzanillo, emblema distintivo de la ciudad. Distingue el centro histórico de la ciudad, en el Parque Principal de Manzanillo, al Oriente de Cuba. Al fondo la Parroquia de La Purísima Concepción.

La ciudad de Manzanillo cuenta con diversas instituciones culturales en las que se expresan las más variadas manifestaciones artísticas. Posee uno de los más emblemáticos y hermosos teatros de Cuba el Teatro Manzanillo, en el cual fue empresario el Señor Juan Planas Mojena que contribuyó enormemente al mantenimiento de dicho teatro. Es el mayor y más importante de la provincia de Granma, con sus 150 años de existencia en la ciudad en el que se han presentado prestigiosas figuras nacionales e internacionales. Existen diversos museos, galerías de arte, editoriales, la Academia Provincial de Artes Plásticas "Carlos Enríquez", el Conservatorio de Música o Escuela Elemental de Música "Manuel Navarro Luna", la antigua Colonia Española, reservada para eventos municipales, provinciales y de índole nacional. Posee además varios centros culturales como el Centro de Promoción de la Cultura Literaria "Manuel Navarro Luna", la casa de la Unión de Escritores y Artistas de Cuba (UNEAC) y la Casa del Joven Creador que se encuentra ubicada en el Boulevard de la Calle José Miguel G. de esta ciudad, cuenta además con otras obras sociales en este mismo lugar. Actualmente la ciudad vive días de trabajo y procesos constructivos, dentro de un plan llamado "Mi Ciudad la más Bella", el cual consiste en renovar la imagen de la ciudad con proyectos concretos, como es el caso del Paseo José Martí (el segundo Boulevard de la ciudad), también un realce en la gastronomía y los servicios. La ciudad cuenta también con una emisora de televisión identificada como Golfovisión.
Se escucha la emisora local Radio Granma (la primera fundada en la provincia) –de alcance provincial–, a una sola voz, sintonizada simultáneamente en muchos hogares, mientras se camina por sus tranquilas calles que tienen como referencia el mar o la loma, desde donde baja el agua turbulenta en los típicos aguaceros de agosto, esperando un carnaval que tiene muy pocos iguales.
Como una de las acciones desarrolladas para festejar el 215 aniversario de la ciudad, fue creada y presentada la Enciclopedia Manzanillo, en su versión del año 2007, que como parte de un proyecto mayor, el de las Enciclopedias Digitales, se lleva adelante en esta ciudad. Este producto; o sea, la Enciclopedia Manzanillo, fue creado con una aplicación creada al efecto: Alarife, diseñada en la ciudad por un equipo que contó con la cooperación de Sergey Tkachenko, quien ofreció una licencia de su TRichView.

## Arquitectura

Vista panorámica del Parque Central de la Ciudad de Manzanillo

Los ejemplares arquitectónicos más significativos de la ciudad son eclécticos: Parroquial Purísima Concepción, Edificio Bori, Mallafré, López, Muñiz, Fernández, Casa de la Cultura, Logia Manzanillo, Glorieta de Manzanillo, Teatro Manzanillo, aunque en esta urbe también se desarrollaron otros lenguajes constructivos como ejemplares tardíos del código colonial (con el uso de aleros de tornapuntas y tejaroces), del neoclasicismo.
Casa de la Trova,  
Plaza de Mercado, 
Palacio de Gobierno Municipal, 
Art decó (Funeraria Municipal, Logia "La Demajagua"), el estilo neocolonial y el protorracionalismo (Fábrica de fideos "Horacio Rodríguez").

## Religión
La diócesis de Santísimo Salvador de Bayamo - Manzanillo tiene una superficie de 8362 km² y una población de 829 000 habitantes, de los cuales 222 000 se declaran católicos. Cuenta con 13 sacerdotes y 18 religiosos.
La patrona de la Ciudad de Manzanillo es la advocación de la Virgen María bajo el título de La Purísima Concepción.

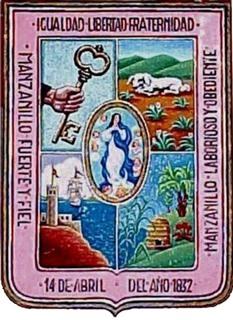
Escudo de Armas del Puerto Real de Manzanillo -14 de abril de 1832-

Esto se debe a la victoria obtenida por los manzanilleros sobre los corsarios ingleses en el año 1819, victoria que fue entendida como un milagro alcanzado por la Purísima Concepción. Desde ese momento quedó definitivamente declarada la Virgen Inmaculada como patrona tutelar de Manzanillo.
El pueblo consideró a la Virgen Purísima como su patrona, porque ella presenció la batalla y contribuyó a obtener la victoria. Los manzanilleros también le conocen con el nombre de: "Virgen del Combate". Esta imagen de la Purísima que se conoce con este nombre, por los manzanilleros, ha sido recientemente restaurada y se encuentra expuesta a la veneración pública en la co-catedral parroquial de Manzanillo.
La imagen de la Purísima Concepción preside el centro del Escudo de Armas de la Villa del Puerto Real de la Ciudad desde el año 1832.
Su fiesta se celebra el día 8 de diciembre de cada año en la Parroquia que lleva su nombre frente a la Plaza de Armas de la Ciudad.

Detalle del interior del falsotecho de la Parroquial de Manzanillo - Cuba

### Católicas de Rito Romano
Iglesias en la Ciudad

Se puede observar las imágenes de Cristo Resucitado y de San José en el retablo principal y en las naves del costado al Sagrado Corazón de Jesús (izquierda) y el altar de la Virgen de la Caridad del Cobre (derecha) la patrona de Cuba

- Parroquia de La Purísima Concepción de Manzanillo (1805)  Su actual edificio fue inaugurado en el año 1918. Consta de dos torres.

Imagen de la Purísima Concepción en el retablo mayor parroquial.

La Parroquia de la Purísima Concepción de Manzanillo, como punto principal de la feligresía católica en la ciudad, posee una belleza neoclásica singular. Su fachada con marcado estilo neoclásico, en su interior se fusionan armónicamente rutilantes estilos como el barroco, el neogótico, y neoclásico. En esta parroquia fungió como abogado Carlos Manuel de Céspedes, el padre de la patria. En su interior descansan los restos de Monseñor Francisco Pérez Acevedo, santo sacerdote, de gran celo apostólico, quien construyera la fachada del templo parroquial y los detalles neoclásicos interiores.
- Capilla de Nuestra Señora de los Desamparados (1927), antiguo convento de las Hermanitas de los Ancianos Desamparados, en el Reparto Caymari, sede del Asilo Padre Acevedo.
- Iglesia de San Juan Bosco (1953), capilla enclavada en la parte de la ciudad, (Calle Sol y Batería) Es atendida pastoralmente, por las Hijas de María Auxiliadora (FMA), (Religiosas Salesianas)
- Capilla  de San Tarcisio (1953). Propiedad de carácter exclusivo de la iglesia; luego de la Revolución fue incautada por el estado en 1961, y restituida en el año 2014.
- Capilla Nuestra Señora de Guadalupe (1997), en Barrio de Oro, fundada por los Misioneros de Guadalupe, en la persona del entonces párroco Rev. P. Francisco Sanabria Enciso M.G.

Fuera de la Ciudad
- Iglesia de San Francisco de Asís (Troya)

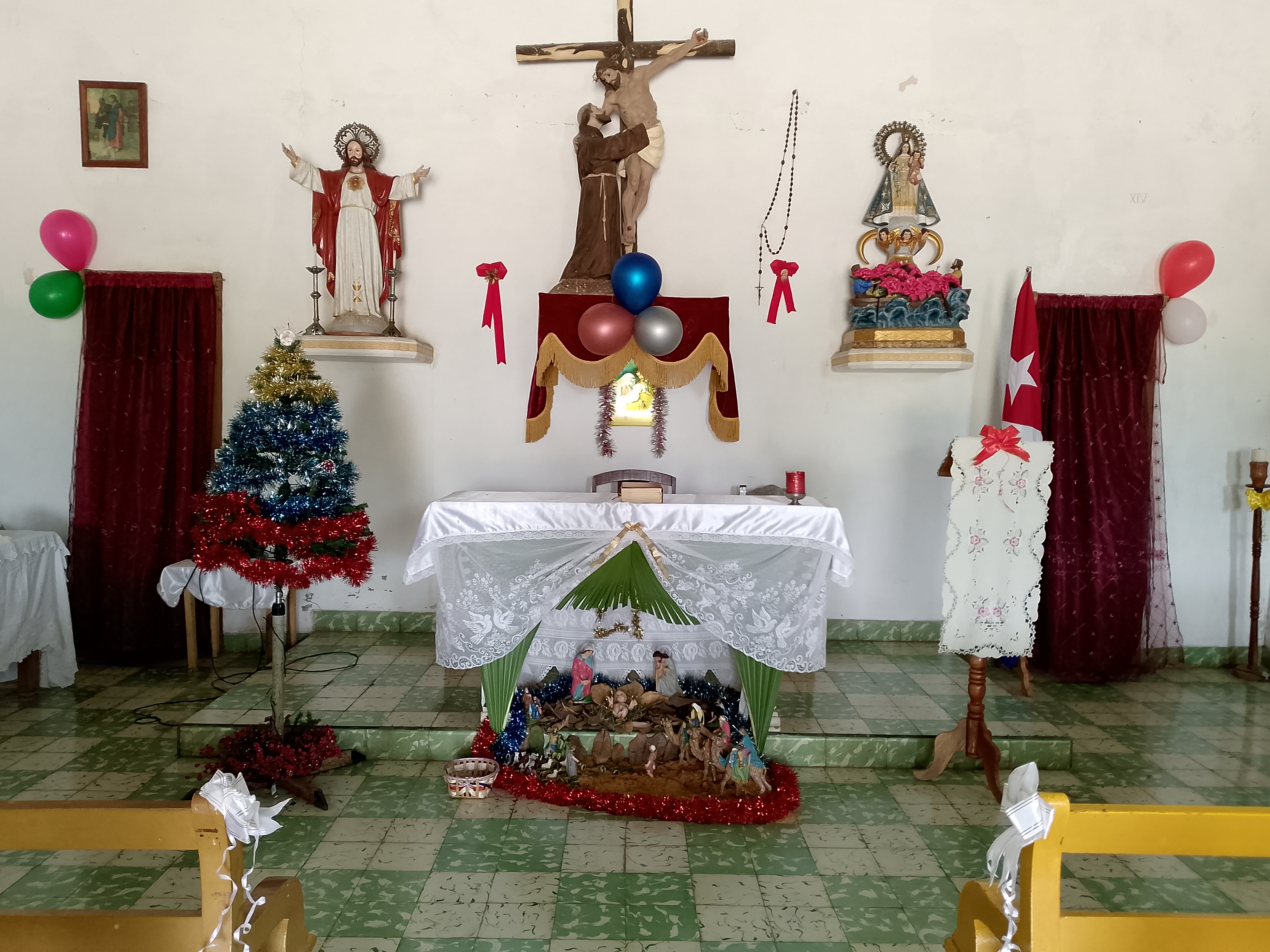
Interor de la Iglesia San Francisco de Asis Troya

- Interor de la Iglesia San Francisco de Asis Troya

La Iglesia de San Francisco de Asís es una pequeña capilla situada en el pueblo de Troya, la misma sigue un estilo ecléctico. El titular del templo es San Francisco de Asís, este templo católico fue construido en la década del cincuenta bajo el liderazgo espiritual de los frailes franciscanos menores que atendían toda la zona. El dinero para financiar la obra se obtuvo por donación de la familia Escobar y por donaciones públicas. El retablo del templo consiste en tres peldaños, la central sostiene una imagen de madera de San Francisco de Asís de belleza incomparable, abrazado del crucifijo. A la derecha se encuentra una imagen de la Virgen de la Caridad y a la izquierda una del Sagrado Corazón de Jesús. Actualmente la atención espiritual del poblado de Troya y su iglesia está en manos de la Parroquia de Santo Tomás de Aquino de Campechuela, aunque la iglesia se encuentra enclavada en la jurisdicción de la Parroquia de La Purísima Concepción de Manzanillo.
- Capilla de Nuestra Señora de la Caridad (Cayo Espino), ubicada en las afueras de la ciudad en la región rural de Cayo Espino. Abarca la región de Jibacoa y Palmarito.
- Comunidad de San Rafael de la Vuelta del Caño. (Zona de Faxas)

Casas, conventos y/o colegios de las siguientes congregaciones religiosas que se establecieron en la Ciudad
1. Las Siervas de María Ministras de los Enfermos (1896 – Presencia / fundación en Manzanillo)
2. Los Hermanos de las Escuelas Cristianas (o Hermanos de La Salle) (1927 – Presencia / fundación en Manzanillo)
3. Las Hermanitas de los Ancianos Desamparados (1927 – Presencia / fundación en Manzanillo)
4. La Orden de Nuestra Señora o Compañía de María (o Madres de Santa Juana de Lestonnac) (1927 – Presencia / fundación en Manzanillo)
5. Los frailes de la Orden de hermanos menores de San Francisco de Asís (OFM) (1939 – Arribo de la Orden de los Frailes Menores Franciscanos (OFM))

Actualmente trabajan en la ciudad las Hijas de María Auxiliadora (salesianas) y un miembro del Instituto Secular Oblatas de María Inmaculada.

### Protestantes Evangélicas

#### Dentro de la Ciudad

Rótulo en el frontis de la 1ª Iglesia Bautista.

- Primera Iglesia Bautista "Ebe-nezer" (la más antigua de las Iglesias Protestantes en Manzanillo), ubicada en la calle Luz Caballero. Fundada el 22 de abril de 1901, al ser bautizados los primeros creyentes de esta denominación, siendo su primer Pastor el Rev. Miguel Manuel Calejo Olivé cuyas labores en Manzanillo se llevaron a efecto bajo el amparo de "The American Baptist Home Mission Society" o Junta Misionera Bautista Norteamericana, de Nueva York. (Tomado de la Enciclopedia cultural de la ciudad de Manzanillo). Son 7 las iglesias Bautistas dentro de la ciudad de Manzanillo.
- Iglesia Metodista de Manzanillo (por primera vez la Ciudad de Manzanillo cuenta con una célula metodista en 1929). El edificio de la iglesia actual data del 6 de enero de 1953.

Iglesia Metodista de Manzanillo. Intersección de la Ave. J. Menéndez (antiguo Paseo de Adelaida) y la calle Rafael María Merchán)

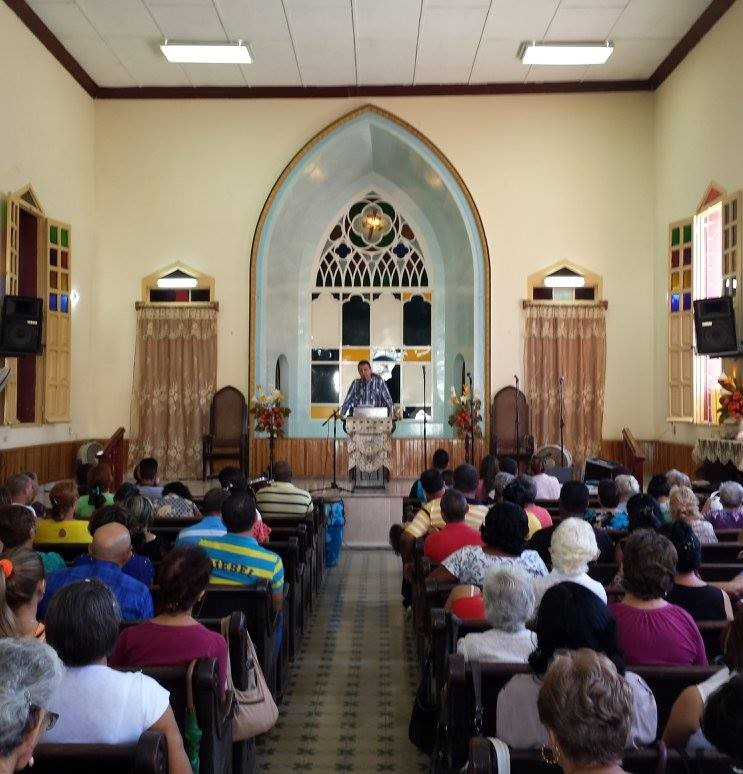
Congregación en el servicio del culto en el interior de la 1ª Iglesia Bautista de Manzanillo - Cuba

- Iglesia Pentecostal de Manzanillo
- Ejército de Salvación
- Iglesia Adventista del Séptimo Día
- Iglesia del Nazareno

#### Otras
- Iglesia Bautista de la Piedra, en Jibacoa
- Iglesia Bautista "Belén" de Palmarito de Jibacoa
- Iglesia Bautista de Cayo Espino
- Iglesia Bautista de Barrio de Oro
- 3ra Iglesia Bautista "Senda de Gloria" del Nuevo Manzanillo

## Economía
La economía de Manzanillo tiene su peso fundamental en la actividad industrial, la cual está muy diversificada. Se destaca por su impacto a nivel nacional la industria sideromecánica con producciones diversas tales como baterías para automóviles, aviones y otros medios de transporte, así como producciones metálicas diversas a partir de aluminio, acero galvanizado, producciones mecánicas de equipos y estructuras de conformación de industrias e instalaciones diversas.
El procesamiento industrial de las producciones pesqueras tiene en Manzanillo algunas de sus principales y más rentables industrias del país con notables aportes económicos.
En Manzanillo la actividad de construcción naval ha alcanzado un desarrollo importante, en los astilleros de la ciudad se construyen y reparan embarcaciones de diversas medidas.
La industria alimentaria es notable en la ciudad, con centros con antiquísima tradición y marcas reconocidas a nivel internacional, tales como el conocidísimo Ron Pinilla. Las conservas de vegetales, tiene industrias importantes en la Ciudad del Golfo, también llamada la Novia del Mar.
Otros sectores industriales importantes a nivel nacional que se ubican en Manzanillo son los de la industria ligera, industria tabacalera, industria textil, industria de producción de medios de enseñanza, entre otros.
Manzanillo también se destaca, por ser un centro principal en la provincia de Granma en cuanto a la prestación de servicios de todo tipo y la realización de variadas actividades económicas, cuenta con uno de los tres únicos aeropuertos internacionales de la región oriental de Cuba (Santiago de Cuba, Holguín y Manzanillo respectivamente) y uno de los principales puertos de toda la costa sur del país.
La actividad científica y de innovación tecnológica de sus habitantes es notable a nivel nacional, lo cual ha reportado importantes beneficios económicos al introducir los resultados obtenidos en la producción y los servicios.

## Regiones importantes
Dentro de las principales poblaciones que pertenecen al municipio de Manzanillo se encuentra Troya, Calicito, San Francisco, La Demajagua, y la Finca Santa Úrsula.
La Finca Santa Úrsula es una pequeña parcela de tierra que pertenece en propiedad a la Familia Rodríguez de Santa Úrsula, se encuentra enclavada en la zona colindante con La Demajagua. Dentro de las principales labores económicas y de autoabastecimiento que realiza se encuentran la cría de cerdos, vacas, aves de corral y la agricultura.

## Finca Santa Úrsula
La Finca Santa Úrsula es el nombre de una pequeña porción de tierra perteneciente a la familia Rodríguez de Santa Úrsula que actualmente se ubica dentro de los límites del municipio de Manzanillo en la provincia de Granma. La finca es propiedad legítima de la Familia Rodríguez de Santa Úrsula, en la actualidad compuesta por, Clara Luz Blanco Rodríguez de Santa Úrsula, sus dos hijas, Dulce María Rodríguez Blanco de Santa Úrsula y Clara Luz Rodríguez Blanco de Santa Úrsula, Walter Arias Paneques, esposo de la primera hija y Yusdel Alejandro Arias Rodríguez de Santa Úrsula, hijo de este matrimonio y la Señorita Angélica María Rodríguez de Santa Úrsula. Al ocurrir el deceso del primer titular Miguel Ángel Rodríguez y López de Santa Úrsula y su consorte Dulce María I de Santa Úrsula, la gestión y mando pasó a manos de Eduardo Roberto Rodríguez de Santa Úrsula heredero de los derechos de sucesión. Una vez que este feneció, la dirección familiar recayó  en la Señora Clara Luz I de Santa Úrsula, viuda del titular,  quien por legación de la misma la ha cedido a sus dos hijas. De esta forma la gestión de todos los asuntos se realiza por acuerdo.
Dicha familia vive en el lugar hace más de cincuenta años. Cada uno de los miembros de la familia siente un especial cariño por el lugar de sus orígenes. En fechas especiales la familia tiene por tradición reunirse en pleno para celebrar las fiestas especiales del año y los eventos familiares.
Santa Úrsula es famosa localmente por sus tardes y la belleza de sus amaneceres cargados de frías neblinas.

## Personajes destacados
- Bartolomé Masó, mayor general y presidente de la República en Armas.
- Manuel de Jesús Calvar, mayor general y presidente de la República en Armas.
- Alfredo de Oro, billarista, campeón mundial en múltiples ocasiones.
- Manuel Fajardo Rivero, médico, comandante de la revolución.
- Manuel Navarro Luna, poeta.
- Carlos Puebla, compositor y cantante.
- Manuel López Oliva, pintor.
- Arturo Arango, escritor.
- Joaquín Ferrer, pintor.
- Juan Luis Pacheco de Céspedes, participó en la Guerra de los Diez Años y después en la Guerra del Pacífico.
- Salvador Hernández Ríos, mayor general del Ejército Libertador, Jefe de las Fuerzas Armadas de toda la zona del Guacanayabo en la Guerra contra España en 1895.